# ديفيد ر. كوكي
ديفيد ر. كوكي هو سياسي كندي، ولد في 4 أغسطس 1937 في أوشاوا في كندا. حزبياً، نشط في الحزب الليبرالي في أونتاريو ‏. وقد انتخب عضو برلمان مقاطعة أونتاريو.